# Lycée Saint-Benoît d'Istanbul
 (novembre 2024).
 (août 2015).
Si vous disposez d'ouvrages ou d'articles de référence ou si vous connaissez des sites web de qualité traitant du thème abordé ici, merci de compléter l'article en donnant les références utiles à sa vérifiabilité et en les liant à la section « Notes et références ».
Pour les articles homonymes, voir Saint-Benoît.
Le lycée français privé Saint Benoît (en turc : Özel Saint Benoît Fransız Lisesi) est un établissement francophone d’enseignement secondaire à Istanbul. D'abord collège jésuite fondé en 1583 dans un monastère bénédictin, il passa sous la direction des pères Lazaristes en 1783. Dédoublé en deux collèges, masculin et féminin en 1839, il commence à recevoir ses premiers étudiants musulmans vers la fin du XIXe siècle.
L'institution pluriséculaire occupe une place éminente dans l'histoire de l'Église latine d'Istanbul. Sous la tutelle des lazaristes, le lycée Saint-Benoît est l'une des six écoles françaises congréganistes du pays regroupées au sein de la Fédération des écoles catholiques françaises de Turquie.
Le lycée se trouve sur la rive européenne de la ville, plus précisément dans le quartier de Galata (ancienne colonie génoise), au Kemeralti Caddesi, no 35, Karaköy, 34425 Istanbul-Turquie.

## Origines
Un des piliers de l'héritage éducatif francophone en Turquie, le lycée Saint-Benoît a ses origines au monastère Santa-Maria di Misericordia (dit monastère de la Citerne de Péra), des moniales bénédictines génoises à partir de 1362 à l'emplacement actuel du lycée, sur la rue Kemeralti à Galata. La construction du monastère fut possible grâce à une concession accordée par l'empereur byzantin Jean VI Cantacuzène une décennie plus tôt aux Génois, afin qu'ils puissent remplacer la cathédrale Saint-Michel, ruinée par un incendie. À la demande du pape Urbain V, les frais de construction furent couverts par la république de Gênes. La seule partie du bâtiment actuel qui date de cette époque est le clocher, qui garde son style « croisade » avec son sommet crénelé.
Par ordre du pape Martin V, le monastère fut confié aux bénédictins italiens du Mont-Cassin le 12 mai 1427, sous la direction du légat apostolique Francesco Spinola, et prit alors le nom de San-Benedetto, connu simplement comme « l'église des Génois » par les habitants de la ville. Le 24 octobre 1450, l'établissement passa aux mains des bénédictins français dirigés par dom Nicolas Meynet et devint alors une institution française sous le nom de Saint-Benoît. En 1540, avec l’accord du sultan Soliman le Magnifique, François Ier (roi de France) accorda à Saint-Benoît le statut de chapelle d’ambassade et l'établissement entra alors sous la protection diplomatique de la France. En vertu de ce droit, les ambassadeurs de France nommèrent les économes et les recteurs de ce couvent.
À la suite du départ des bénédictins, l'église et le monastère Saint-Benoît furent confiés aux dominicains entre 1555 et 1583.

## L'établissement sous l'Empire ottoman

### La mission des jésuites et la première école (1583)
Au XVIe siècle, les congrégations religieuses catholiques prirent pied sur le territoire de l'Empire ottoman à l'instigation du pape Grégoire XIII. Ce dernier avait établi le collège Saint-Athanase à Rome pour la formation d'un clergé hellénophone en vue de l'apostolat en milieu orthodoxe. Dans ce contexte, conformément à la volonté du roi de France Henri III et avec l'accord du pape Grégoire XIII, un petit groupe de jésuites, composé de deux Français (le père Honoré Caze de Marseille et frère Martin de Marseille) et deux Italiens (Giulio Mancinelli et Maurice Timpanizza de Raguse), s'installa le 18 novembre 1583 dans le couvent de Saint-Benoît sous la direction du père G. Mancinelli.

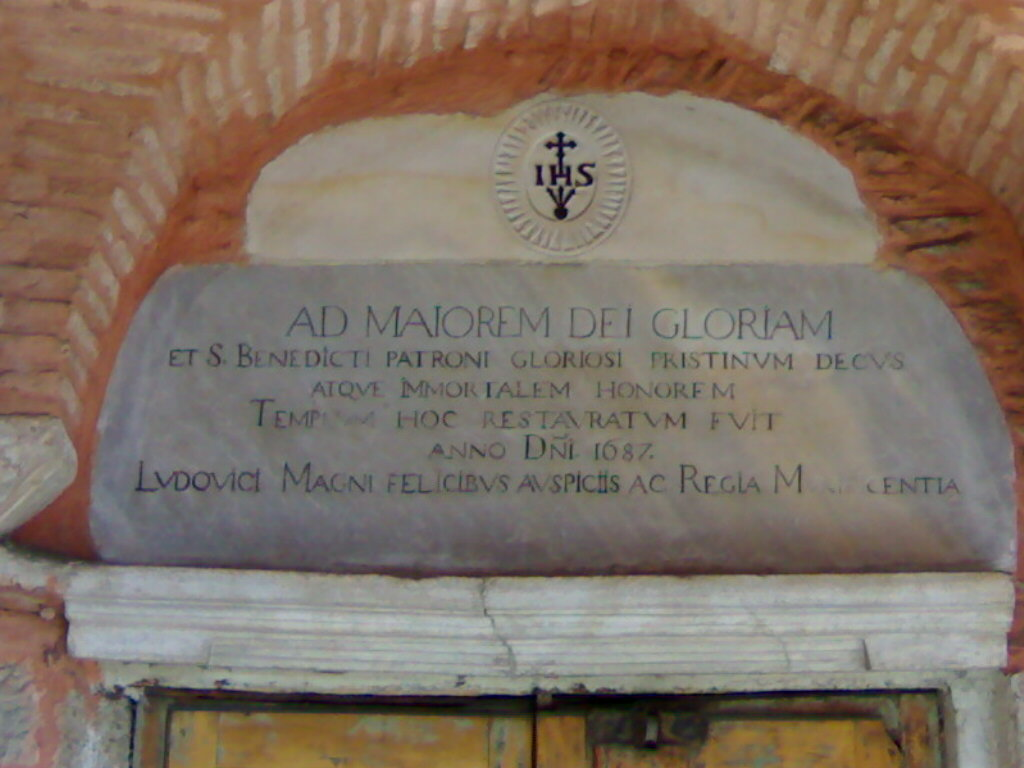
L'inscription sur la porte de l'église Saint-Benoît, rappelant la restauration de 1687, à la suite d'un incendie

Avec l'arrivée des jésuites, Saint-Benoît devint un centre important d'animation aussi bien religieuse que culturelle. Conformément aux demandes des familles levantines de Galata qui désirent donner à leurs enfants une solide éducation et grâce aux efforts de l'ambassadeur de France Jean de Germigny et du baile de Venise Morosini, la première école y vit le jour en 1583, juste après l'arrivée des jésuites. L'activité de ceux-ci installés à Saint-Benoît ne se limita pas à l'enseignement. Ils assurèrent aussi une assistance religieuse aux catholiques dans les hôpitaux et les prisons de la ville. Mais en 1586, une épidémie de choléra ravagea la communauté.
Le pape Sixte Quint choisit alors les capucins sous la direction du père Joseph de Leonessa pour remplacer les quatre jésuites emportés par le choléra. Mais quand[Quand ?] Joseph de Leonessa et un de ses compagnons, le Père Grégoire, eurent la mauvaise idée de se rendre au sérail pour inviter le sultan Mourad III à se convertir au christianisme, ils furent arrêtés et expulsés.
En 1604, l'ambassadeur de France Savary de Brève obtint du sultan Ahmet Ier l'autorisation pour une nouvelle mission jésuite. Cette fois-ci, tous les jésuites furent choisis parmi des Français : Antoine Frégate, Guillaume Levesque, Charles Gobin et Claude Colomb, conduits par le Père François de Canillac. Une cinquantaine d'élèves, majoritairement de l'Église latine, étaient inscrits à l'école et les matières enseignées étaient limitées au latin, au grec, aux mathématiques et à la philosophie. Parmi les élèves de cette période, on compte les deux princes Mavrocordato, dont l'un sera drogman de la Sublime Porte et l'autre gospodar de Moldavie ainsi que le futur patriarche grec-orthodoxe de Constantinople, Cyrille de Berrhée.
En 1610, un hôpital y fut créé sous le patronat de Saint-Louis. Une nouvelle épidémie de choléra de 1611-1612 mit la mission en difficulté financière, et le père de Canillac se rendit à Rome, puis à Paris pour collecter des fonds. Le pape Paul V promit de verser 600 écus par an, et la reine de France Marie de Médicis 300 écus par an pour Saint-Benoît.
En 1686, un incendie provoqué par une bougie que le père Clément Vialar oublia d'éteindre, détruisit la bibliothèque, ainsi que l'église située à l'entrée de l'établissement. De nombreux manuscrits, jetés par les fenêtres, purent être sauvés à la dernière minute. Grâce à l'intervention de l'ambassadeur de France Pierre de Girardin, l'église fut restaurée rapidement. De plus, profitant d'un privilège accordé jusqu'alors uniquement aux mosquées, la nouvelle église comporta une coupole couverte de plomb. Au cours de cette restauration, le mufti de Galata offrit au père supérieur Bénier, des colonnes de marbre byzantines qui furent installées à l'entrée de l'église où on peut encore les voir.
Le 4 mai 1696 un nouveau sinistre endommagea l'hôpital Saint-Louis, dont la restauration fut financée par la chambre de commerce de Marseille.
Une imprimerie vit le jour en 1703, mais elle fut fermée en 1724 en raison des plaintes des chrétiens non-catholiques. Un nouvel incendie frappa la mission en 1731 et le monastère fut reconstruit en 1732 grâce aux efforts de M. de Villeneuve, ambassadeur de France.

### Le temps des lazaristes (1783)

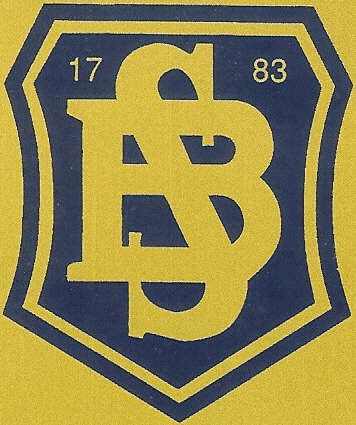
L'ancien blason du lycée Saint Benoît.

En 1764, un édit royal expulsa les jésuites de France, puis le pape Clément XIV supprima la Compagnie de Jésus en 1773. Comme en d'autres pays de mission beaucoup de jésuites poursuivirent leurs activités comme prêtres séculiers. Mais cette situation précaire ne pouvait perdurer étant donné l'importance de leur présence pour la catholicité du Proche-Orient.
À la suite des sollicitations du chevalier de Saint-Priest, ambassadeur de France à Istanbul, auprès de son ministre le duc d'Aiguillon, la France décida de confier les missions des jésuites en Orient à une autre congrégation. Lors d'un Conseil d’État réuni à Versailles le 23 décembre 1780, le roi Louis XVI porta son choix sur les lazaristes. Le fondateur de cette Congrégation de la mission, Vincent de Paul, avait déjà envisagé d'envoyer des compagnons au Levant sans que ses projets ne puissent aboutir. Le 22 novembre 1782, par un décret de la Sacrée Congrégation pour la Propagande de la Foi, le pape Pie VI chargea officiellement les lazaristes de remplacer les jésuites dans les missions du territoire ottoman, conformément à la volonté de Louis XVI. Le décret signé par le cardinal-préfet Léonardo Antonelli stipula que Saint-Benoît resterait sous la surveillance et la protection du roi de France.
Mgr Pierre-François Viguier, orientaliste et linguiste, supérieur de la maison d'Alger, vicaire apostolique d'Afrique du Nord et grand connaisseur des missions en terre d'Islam, quitta Marseille avec 17 compagnons et débarqua le 19 juillet 1783 à Istanbul pour prendre charge de Saint-Benoît. Cette date est aujourd’hui acceptée comme celle de la création de l’actuel lycée Saint-Benoit. En tant que supérieur de la mission, Mgr Viguier nomma le Père Antoine Renard comme le premier directeur lazariste de l'école.
En 1792, à la suite de la proclamation de la république en France, l'ambassadeur de France le comte de Choiseul-Gouffier quitta Istanbul et la colonie française de la ville s'organisa sous le nom de « Comité des amis de la liberté et de l'égalité ». Le chef de ce dernier, Antoine Fonton, exigea de Mgr Viguier de prêter serment de fidélité à la République conformément à la Constitution civile du clergé. Celui-ci s'y opposa et fut alors destitué. Le père Antoine Renard, lui, accepta de prêter serment et remplaça Mgr Viguier le 18 janvier 1793 comme supérieur de la mission, tout en préservant son poste de directeur du lycée.
L'hôpital Saint-Louis prit le nom d'hôpital de la République française en 1794 et d'hospice de Saint-Benoît de Galata en 1798 avant de fermer définitivement ses portes en 1825.
La campagne d'Égypte menée par Bonaparte en 1798 provoqua l'interruption des relations diplomatiques entre la France et l'Empire ottoman, et la fermeture provisoire du lycée Saint-Benoît. Mais à la suite du traité d'Amiens, le sultan Selim III émit un firman reconnaissant les droits de la France sur Saint-Benoît le 13 octobre 1802.
Après l'incendie du 26 novembre 1806 qui détruisit le pensionnat et par un décret du 12 décembre 1806 signé par Napoléon Ier, la France envoya une aide financière pour parer aux besoins de la mission. Grâce à cet argent, le bâtiment fut rénové et de nouvelles cloches furent commandées. Celles-ci furent accrochées le 20 septembre 1807 à la tour de l'église Saint-Benoît où elles sont toujours.
En 1812, l'école comptait 60 élèves. À partir de 1821, les supérieurs de la mission Saint-Benoît reçurent le titre de préfet apostolique et furent chargés par le Saint-Siège de l'administration de l'ensemble des églises catholiques orientales de l'Empire ottoman.
Dans ce cadre, le supérieur M. Bricet, joua un rôle considérable dans les années 1820 pour la reconnaissance de l'Église catholique arménienne par la Sublime Porte. Avant cette reconnaissance du 6 janvier 1830, qui autorisa aux membres de cette communauté d'ériger leurs propres lieux de culte, le patriarche arménien catholique Antoine Nouridjian résidait à Saint-Benoît et la crypte de l'église était réservée à son culte. D'ailleurs, la première église catholique arménienne du pays (l'église Sourp Prgitch/Saint-Sauveur, toujours en activité) fut construite en 1834 juste à côté de Saint-Benoît, à l'intersection des rues Kemeralti et Alageyik.
Par un firman obtenu par l'ambassadeur de France, l'amiral Roussin, du sultan Mahmoud II en 1831, Saint-Benoît fut autorisé à accueillir des sujets ottomans comme élèves à condition que les enfants musulmans, grecs, arméniens, levantins ou étrangers soient traités de façon égale et que l'enseignement soit conforme aux normes en cours dans les écoles de France. Cette même année, l'obligation pour les élèves de porter l'uniforme fut introduite. Le premier uniforme scolaire de Saint-Benoît fut de drap bleu foncé avec parements bleu-ciel et une ceinture ; la coiffure était une casquette l'hiver et un chapeau de paille l'été.
Le cursus comprenait à cette époque l'enseignement du français, du latin, de l'italien, du turc, du grec, de l'arithmétique, de la géographie, de l'astronomie, de la rhétorique, de la littérature, des sciences naturelles et du physique. Le firman de 1831 autorisa également l'admission des élèves externes, ce qui augmenta les effectifs considérablement.

Le père Louis Leleu, directeur du lycée de 1834 à 1848, parle de sa mission dans son rapport envoyé en 1834 au supérieur général des lazaristes : 

« Vous ne pouvez pas imaginer les difficultés de gérer un collège à Constantinople. Multiples incendies, les caprices des Levantins et la peste nous causent des tourments. Nous avons réussi à rassembler à peine une cinquantaine d’élèves; dans ces circonstances, c’est déjà beaucoup. Malgré cela, tout nous permet de croire que ce chiffre augmentera et que l’institution se renforcera. Tout le monde indique que nos travaux sont satisfaisants, ou même très réussis. L’existence des cours de physique et d’astronomie, ainsi qu’un laboratoire, a fait pas mal d’échos. Plusieurs jeunes hommes ont frappé à ma porte pour participer à ces cours que nous avons introduits pour la première fois à Constantinople. »

Leleu adressa une lettre en novembre 1839 à la supérieure générale des Filles de la Charité, en l'appelant à créer des missions en territoire ottoman. Malgré la méfiance suscitée en raison d'éventuelles difficultés pour les religieuses de servir dans un pays musulman, cette demande fut acceptée.

### L'appui des Filles de la Charité (1839)

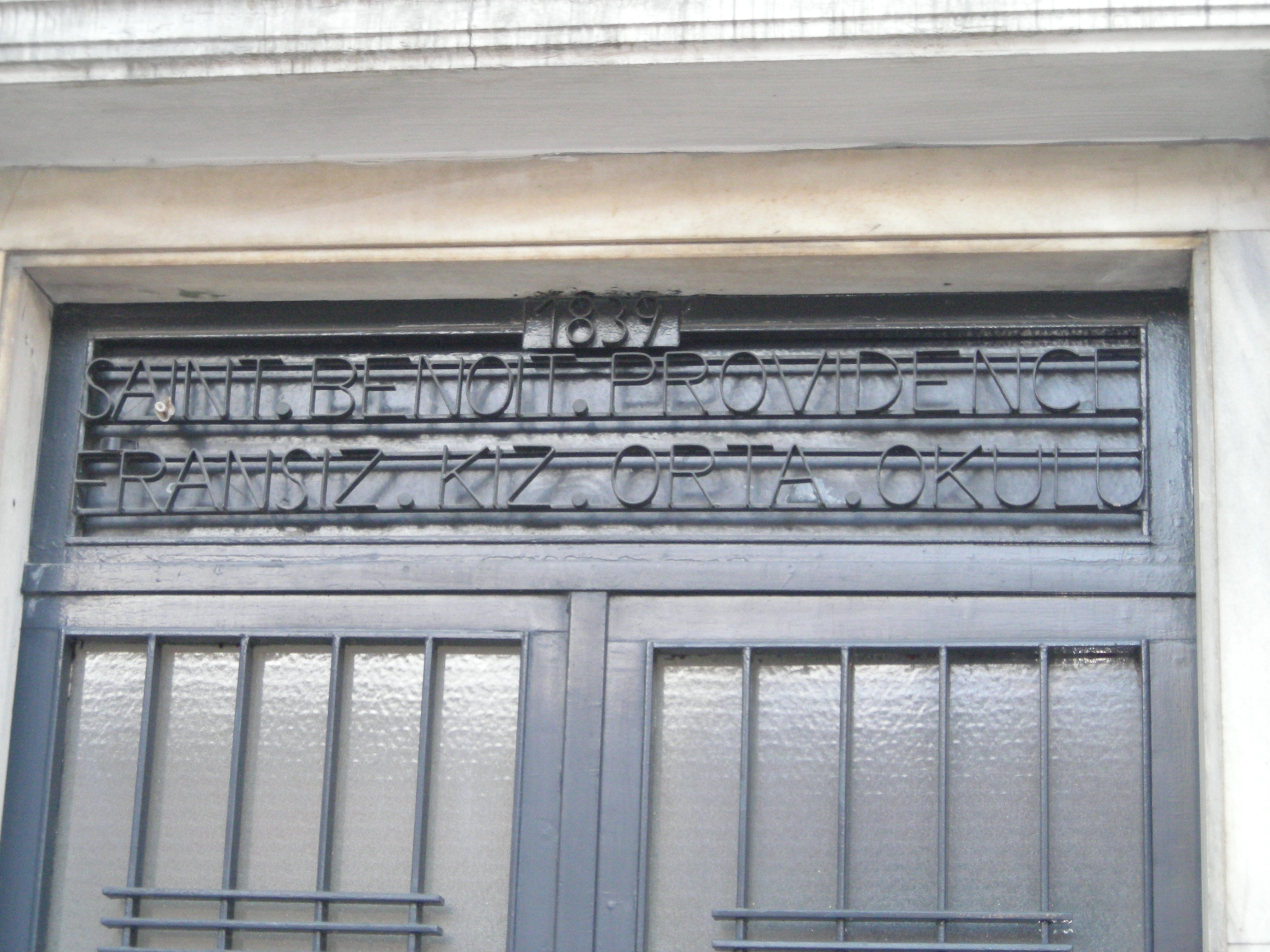
L'entrée de l'école des filles

Le 8 décembre 1839, Sœur Serviragol arriva à Istanbul, avec deux compagnes: les demoiselles Bérnardine Oppermann et Louise-Amélie Tournier, nouvellement converties du protestantisme et souhaitant être reçues comme religieuses dans la Congrégation des Filles de la Charité . Pour les mettre à l'épreuve, on leur demanda de créer une école de filles. Devenues Sœur Bérnardine et Sœur Marie, elles inaugurèrent Saint-Benoît-Notre Dame de la Providence au sein du même bâtiment. À partir de cette date-là, le Lycée Saint-Benoît devint et demeure toujours le centre des activités des sœurs de la charité françaises en Turquie. En 1842, on comptait déjà 12 sœurs sous la direction de sœur Françoise-Marie Lesueur.
La cour principale du lycée fut divisée en deux : ce mur sépara les lycées Saint-Benoît pour garçons et pour filles pendant presque 150 ans! À cette époque[Quand ?], la majorité des élèves étaient des étrangers ou des levantins mais au cours du XIXe siècle le nombre d'élèves ottomans non-musulmans augmenta. Saint-Benoît joua un rôle de premier plan par son apport éducatif et culturel à la formation d'une nouvelle élite au sein des chrétiens ottomans. Parmi ceux-ci, l’école fut plus particulièrement choisie par les membres des communautés arménienne et bulgare.

### L'apogée de la Mission
Si sa naissance a été laborieuse et sa conservation épineuse et délicate, la mission, non seulement se stabilisera, mais encore essaima à partir du milieu du XIXe siècle, une époque où l'ouverture de l'Empire ottoman vers l'Europe se fait principalement par le biais de la culture française grâce aux élites francophones. Saint-Benoît présida alors à la fondation d'œuvres aussi originales que nombreuses: une ferme modèle qui s'étendra pour devenir le Polonezköy actuel, de nombreux hôpitaux (Notre-Dame de la Paix à Şişli , Jérémiah à Aynaliçeşme, Pasteur à Taksim) ou orphélinats (Saint-Joseph à Cukurcuma, Maison Louise de Marillac à Bebek entre autres) où travaillent les Filles de la Charité. En outre, la mission Saint-Benoît inaugura plusieurs autres collèges à Istanbul et ailleurs, comme le collège Sainte-Pulchérie à Istanbul  ou le Collège Sacré-Cœur à Izmir.
Une école primaire fut ajoutée au collège-lycée en 1841. L'école compte alors 150 élèves. À cette même date, une imprimerie polyglotte vit le jour, financée par François Guizot, le ministre français des Affaires étrangères. Le premier livre imprimé par la presse de Saint-Benoît fut le dictionnaire français-grec moderne de Pierre Daviers.
Également en 1841, l'église fut restaurée. Des coupoles à droite et à gauche de celle qui date de 1686 furent ajoutées, donnant à l'église son aspect actuel à trois coupoles.
Le 16 avril 1841, le roi de France Louis-Philippe accorda à Saint-Benoît le titre de "collège royal", en reconnaissance de ses mérites dans l'enseignement. Le lycée Saint-Benoît obtint ainsi l'équivalence de son diplôme avec le baccalauréat.
Une pharmacie fut mise en service en 1844, suivie en 1862 d’un dispensaire qui reste toujours en fonction. Père Jean Régnier, un brillant et méticuleux physicien, réalise les premières observations météorologiques scientifiques du pays entre 1848 et 1853.
Les efforts et le dévouement des sœurs de la charité pendant la guerre de Crimée (1853-1856) dans les hôpitaux militaires ne passèrent pas inaperçus et Saint-Benoît s'attira beaucoup de sympathie. Le ministre de la Flotte (Bahriye Nazırı) Mehmet Ali Pacha visita Saint-Benoît, en compagnie de l'ambassadeur de France M. Lavalette, pour remercier les sœurs auxquelles il fit un don de 1 000 francs. Les 3 premiers élèves musulmans, dont 1 interne (il s'agit du fils du médecin privé du sultan Abdulmecit), furent inscrits à cette époque où Saint-Benoît comptait 120 élèves au total. En 1857, les élèves de Saint-Benoît furent accueillis au palais Dolmabahçe par le sultan Abdülmecid Ier, à qui ils donnèrent un récital de violon.

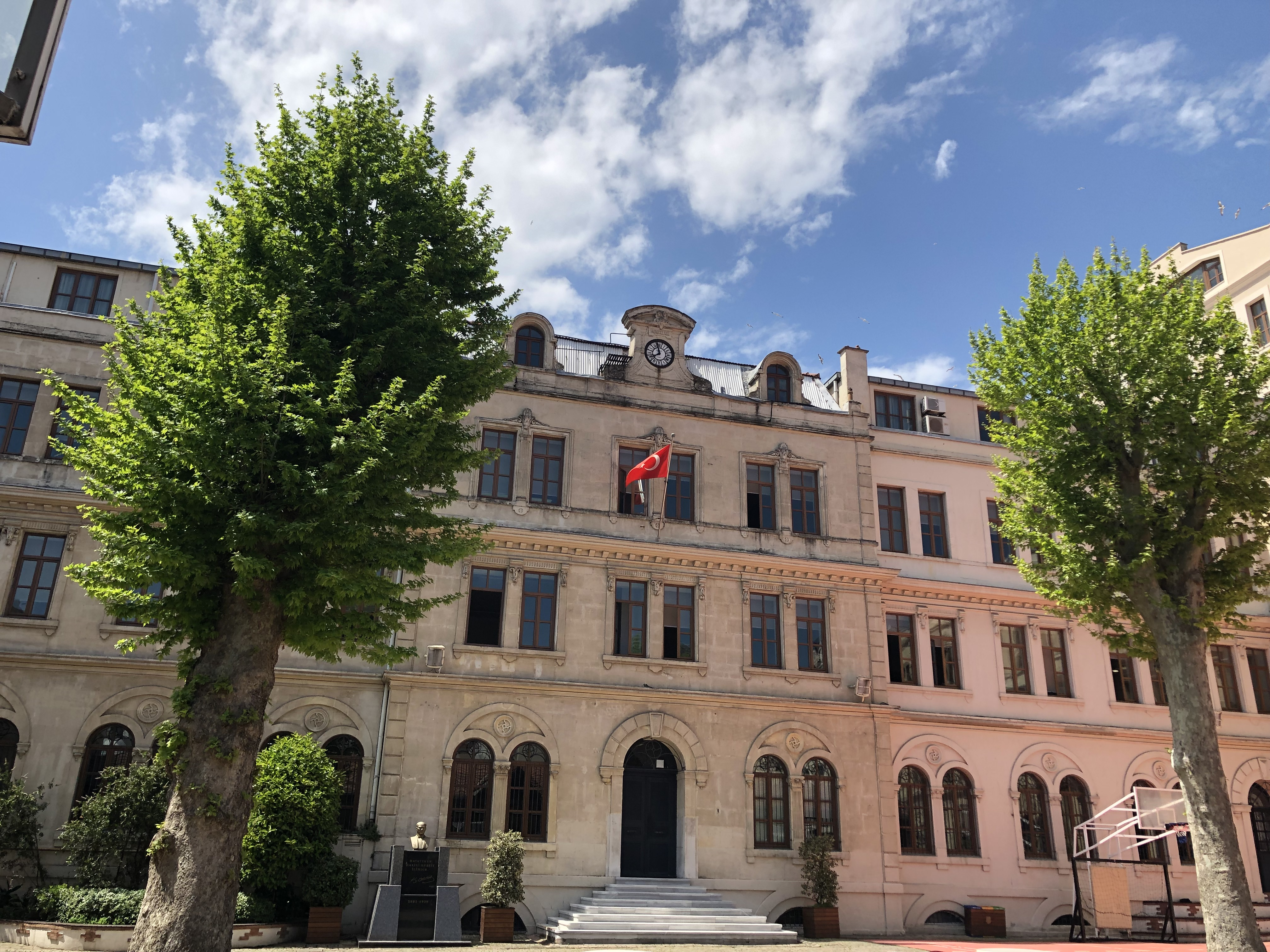
La cour principale du lycée Saint Benoît

Le lycée Saint-Benoît joua un rôle primordial dans la formation d'une Église bulgare catholique. L'importante figure de l'uniatisme bulgare, Dragan Tsankov (ou Zankoff), fut autorisé à imprimer son journal intitulé Boulgaria entre 1859 et 1861 dans l'imprimerie du lycée à l'initiative du directeur de l'époque, le célèbre orientaliste, Père Eugène Boré. Par ailleurs, les Bulgares catholiques utilisèrent la chapelle du lycée jusqu'à l'aménagement d'une église propre à leur communauté, non loin du lycée, dédiée à la Sveta Troitsa (Sainte-Trinité) et consacrée le 6 janvier 1861. La permanence de cette église est actuellement assurée par les sœurs françaises qui travaillent au lycée, preuve du lien fort entre les deux institutions. D'ailleurs Eugène Boré dit à propos : « c'est dans notre collège que cette graine fut semée et poussa sans bruit ».
En 1865, un terrible incendie ravage une grande partie des bâtiments. Les secours de nombreuses bonnes volontés permettent la réparation des dégâts et très vite les classes reprennent leurs activités.
Lors de la visite officielle à Istanbul en 1869, l'impératrice des Français Eugénie de Montijo visita l'école.
En 1874, Saint-Benoît compte 130 élèves dont 80 pensionnaires, 49 demi-pensionnaires et 1 externe.
Pendant la guerre russo-turque de 1877-1878, les sœurs de Saint-Benoît furent affectées de nouveau au service des hôpitaux militaires. Les sœurs furent chargées du soin des blessés au palais de Beylerbeyi transformé en hôpital. Six religieuses de Saint-Benoît, atteintes de choléra, perdirent leur vie. Le 8 mars 1878, le grand vizir Ahmed Vefik Pacha envoya une lettre de remerciement au supérieur de la mission E. Boré dans laquelle il dit : « (…) le courage et le dévouement de celles que nous pleurons ne peuvent se mesurer qu'à la profondeur de notre affliction. Elles se sont consacrées sans réserve, jusqu'au sacrifice de leur vie, aux soins des malades et des blessées. Leurs souvenirs ne s'effaceront pas tant que nous vivrons ». À la suite de l'arrivée massive des réfugiés depuis les Balkans, les dortoirs de l'école leur sont réservés. Le 1er février 1878, une cuisine populaire fut ouverte sous la direction de sœur Mahéo. Ces conditions difficiles affectèrent l'école et les effectifs chutèrent. Seuls 89 élèves étaient inscrits en 1880, dont 77 catholiques, 9 arméniens, 2 protestants et 1 juif.
Endommagé par l’usure du temps ou de multiples incendies, les bâtiments de l’école furent entièrement démolis et reconstruits entre 1875 et 1880 en lui donnant son état actuel. L'architecture en fut confié à Alphonse Cingria, ancien élève de Saint-Benoît et diplômé de l’École des Carmes à Paris. L'horloge donnant sur la cour principale fut mis en service le 11 juillet 1880 à midi. Les nouveaux bâtiments, qui s'étendent sur 14 000 m2, furent inscrits au nom de l’Ambassade de France qui en est donc devenu le propriétaire officiel.
À partir de 1881, le nombre d'élèves augmenta (pour atteindre les 111) et surtout celui des musulmans, à la suite de l'inscription du fils du Grand Vizir Ethem Pacha et celui de Nuri Bey, le médecin du palais. Les élèves musulmans portaient l'uniforme de l'école à un détail près: au lieu du képi, ils portaient le fez. Ils étaient tenus de suivre les cours de catéchisme, mais ne participaient pas aux prières obligatoires pour les autres élèves. Aucun régime alimentaire particulier n'était appliqué pour les élèves musulmans ou juifs.
Inspiré par le terrible tremblement de terre qui survint en 1894 à Istanbul, le professeur des sciences Père Jean Guérovitch installa un sismographe à l'école. Les collections scientifiques du lycée se multiplient et s'enrichissent à la même époque. Certaines classes et salles commencèrent à ressembler à de véritables musées avec des collections d'oiseaux empaillés, de minéraux, de papillons et de coquillages.
Une salle de théâtre fut inaugurée le 23 décembre 1895. L'école comptait 300 élèves en 1899 et 312 en 1901 dont 14 musulmans et 4 juifs. Les élèves étaient admis à la suite de l'examen de leur dossier par la direction. Selon le règlement de 1904, pour être admis, « un candidat doit appartenir à une famille honorablement connue et fournir un certificat de bonne conduite et d'études ». En 1908, Saint-Benoît compte 377 élèves dont 35 musulmans. En 1909, une section des études commerciales et bancaires vit le jour, appliquant le programme de l’École des Hautes études commerciales de Paris. En 1912, l'école compte 536 élèves dont 134 musulmans et 29 juifs. Parmi ces 536 élèves, 354 sont ottomans, 47 ont la nationalité française et 31 ont la nationalité italienne.
La Première Guerre mondiale ébranle sinon l'édifice, tout au moins l'institution. Comme la France et l’Empire ottoman se trouvaient dans des camps opposés, l’école fut fermée le 18 novembre 1914, les bâtiments réquisitionnés et les religieux et religieuses expulsés le 1er décembre de la même année par le gouvernement ottoman. Les bâtiments de l’école furent utilisés d'abord par un hôpital militaire, puis par un lycée turc. L'église a pu rester ouverte grâce à la protection assurée par l'Ambassade d'Autriche tout au long de la guerre. En septembre 1919, grâce au retour des religieux français, l’école primaire, le collège et le lycée Saint-Benoît ouvrirent de nouveau leurs portes avec 594 élèves.

## Sous le nouveau régime

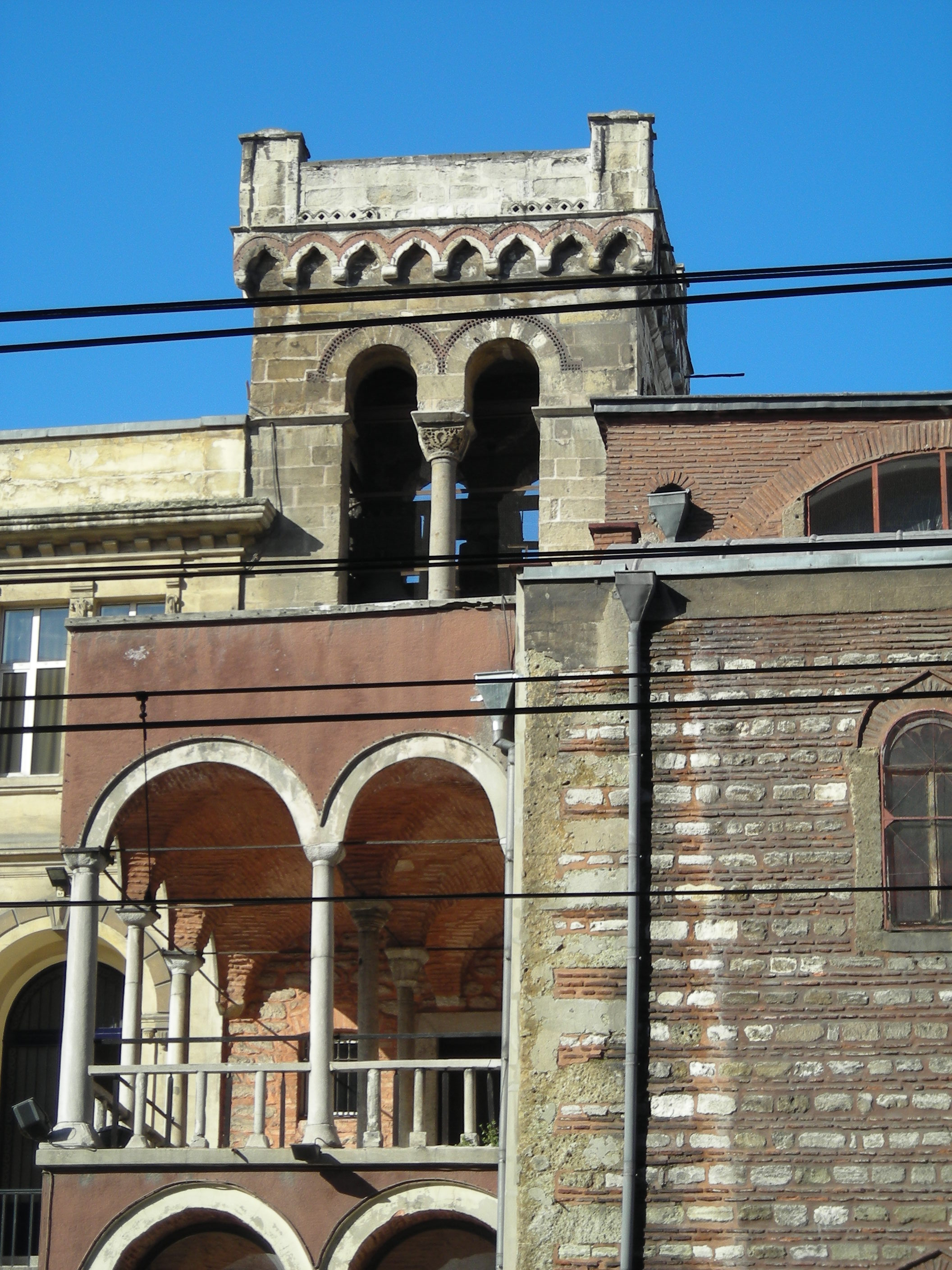
Le clocher de l'église Saint-Benoît

Le traité d’Ankara de 1921, signé entre le gouvernement d’Ankara et la France, garantit la continuité des établissements scolaires, hospitaliers et religieux gérés par des congrégations françaises. Ceci fut confirmé lors de la conférence de paix à Lausanne et à la suite d'un échange de lettres entre les délégations turque et française au moment de la signature du traité de Lausanne, le 24 juillet 1923. Dans cette lettre, le chef de la délégation turque İsmet İnönü disait : « J'ai l'honneur de déclarer au nom de mon gouvernement qu'il reconnaîtra l'existence des œuvres religieuses, scolaires et hospitalières, ainsi que des institutions d'assistance reconnues, existant en Turquie avant le 30 octobre 1914 et ressortissant à la France; il examinera avec bienveillance le cas des autres institutions similaires françaises existant de fait en Turquie à la date du traité de paix signé aujourd'hui, en vue de régulariser leur situation ».
La loi turque de 1924 sur l’éducation nationale démontra la volonté du nouveau régime de mettre un ordre dans le monde éducatif, y compris les établissements étrangers en activité sur le sol national. La loi ordonna la suppression des signes religieux (comme des crucifix qui étaient jusqu'alors accrochés dans chaque classe, les représentations des saints et les statuettes), ainsi que des photos des chefs d’État ou de drapeaux étrangers dans les établissements scolaires. Face au refus de la direction de l'école d'appliquer la loi, le lycée fut fermé par le ministère le 7 avril 1924. Vu l'intransigeance des autorités turques, la direction fit marche arrière et l'établissement a ouvert de nouveau ses portes le 20 octobre de la même année. Dans la foulée, les cours de catéchisme furent supprimés. Ces changements ont terni le caractère « français » et « catholique » de l’école, une tendance accélérée par le nombre croissant des musulmans qui composèrent la majorité des élèves à partir des années 1930. Toutefois le lycée préserva son influence dans le paysage culturel du pays, notamment par le biais de ses anciens élèves qui deviennent souvent des personnalités connues du secteur public et privé.
Lors des travaux en 1927, la cour principale fut cimentée et une salle de gymnastique fut aménagée. Une équipe de volley-ball vit le jour. L'école compte 664 élèves en 1927 et 732 en 1928. En 1929, l'église Saint-Benoît qui se situe à l’entrée de l’établissement et qui abrite les tombeaux du premier ambassadeur de France auprès de la Sublime-Porte (1535-1537) Jean de la Forest, l’Ambassadeur Jean de Gontaut-Biron, Baron de Salignac et du Prince François II Rákóczy, fut restaurée.
À la suite de la loi fondamentale sur l'éducation nationale de 1931, qui interdit aux étrangers de gérer des écoles primaires, la section primaire ferma ses portes. Saint-Benoît commença alors à accueillir des diplômés des écoles primaires pour une durée de huit ans, dont deux premières années de préparatoire, trois de collège et trois de lycée, les diplômes délivrés par le lycée permettant d’accéder à la fois aux universités turques et françaises.
La loi de 1935 sur l’éducation privée exigea la fermeture des églises et des chapelles se trouvant à l’intérieur des écoles étrangères pendant la durée de la scolarité et interdit de porter tout vêtement religieux dans l'enceinte des écoles. Cette nouvelle règle, choquante pour certains pères et sœurs, poussa un certain nombre d'entre eux à quitter le pays. Cette loi ordonna en outre que les cours d’histoire, de géographie et du turc soient dispensés en langue turque et exclusivement par des enseignants turcs et musulmans. Les écoles étrangères eurent en outre l’obligation de nommer un directeur-adjoint turc et musulman qui devint en quelque sorte, le représentant de l’État turc au sein de l’établissement. Côté positif, la loi de 1935 autorisa aux écoles étrangères d’interrompre l’éducation pendant leurs jours religieux, d’où Saint-Benoît devint l’une des rares écoles en Turquie à fermer ses portes à l’occasion de Noël ou de Pâques. Les représentations théâtrales se font de plus en rares à cette époque[Quand ?], car il fallait désormais demander plusieurs semaines à l'avance une autorisation pour chaque représentation ; une demande qui devait être accompagnée par le texte traduit en turc de cette pièce.
Le 30 mars 1953, la directrice de l'école des filles Sœur Anna Hubert et la mère supérieure des religieuses Sœur Marie-Sophie ont été blessées par balles par un individu les accusant de convertir sa sœur, qui étudie dans cet établissement et qui est de confession orthodoxe, au catholicisme.
L’internat fut fermé en 1974 mais le plus important changement survint en 1987, quand les établissements pour filles et garçons furent fusionnés. L’événement est symbolisé par la destruction du mur qui séparait jadis la cour principale. Saint-Benoît compte alors 1 600 élèves. Cette année est aussi marquée par la nomination du premier directeur français laïc, remplaçant le Père Yves Danjou.

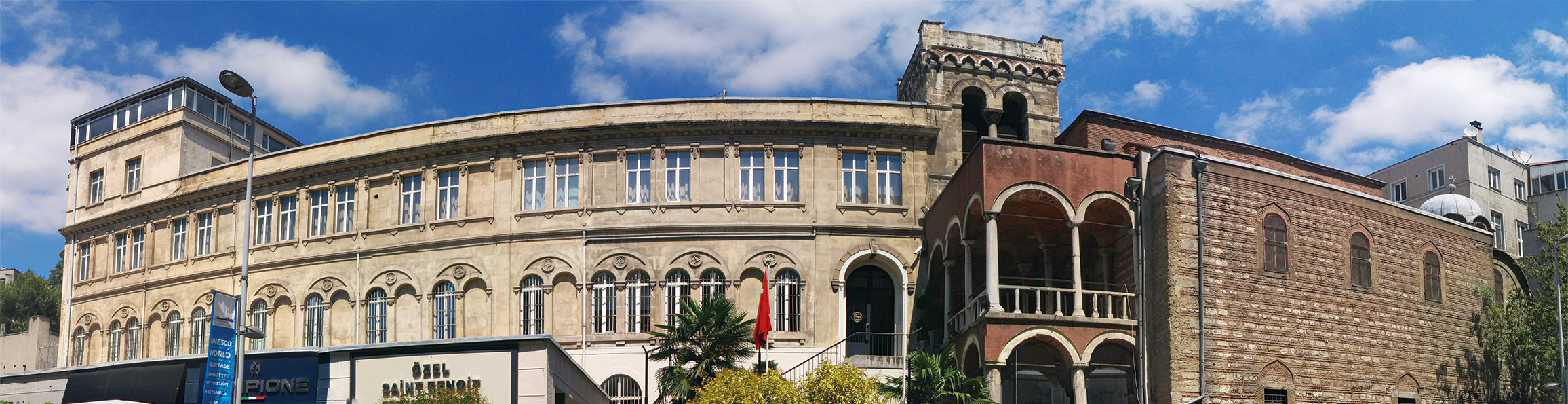
La façade du lycée Saint Benoît

Saint-Benoît privilégia non seulement l’apprentissage de la langue française mais aussi de la littérature française, soutenue par une étude approfondie étalée sur plusieurs années. À la suite d'un nouveau règlement et pour faciliter l’adaptation de ses élèves aux concours d’entrée en université, les matières de philosophie, de psychologie, de logique et de sociologie sont données en turc depuis 1991, mais les matières telles que les mathématiques, la biologie, la chimie ou le physique demeurèrent en français.
Les diplômés du lycée Saint-Benoît profitent d'un contingent spécial au sein de l'Université Galatasaray, établissement francophone créé en 1992.
En 1998, faute de remplaçantes pour les sœurs françaises qui partaient à la retraite, les religieuses de la compagnie italienne des Sœurs de la Charité de l'Immaculé Conception d'Ivrée, qui avaient dû abandonner récemment[Quand ?] l'hôpital italien d'Istanbul, sont venues épauler les Filles de la Charité au dispensaire. Ce dernier prit le nom officiel de Polyclinique Saint-Benoit le 20 août 2002 et reconnu comme tel par le ministère de la Santé pour servir non seulement les élèves du lycée mais aussi comme un centre de soins pour les habitants du quartier. Les patients qui ne pouvaient pas rembourser leurs frais étaient pris en charge par Caritas Internationalis. Mais ni ce changement de statut ni l'aide précieuse des sœurs italiennes suffirent pour poursuivre l'œuvre de ce dispensaire, qui a finalement mis fin à ses activités le 15 novembre 2008.

## La situation actuelle
L’année 1998 témoigna la restructuration de l’école pour s’adapter à la nouvelle loi turque sur l'enseignement primaire. Cette loi porta la scolarisation obligatoire à huit ans, en rattachant le collège à l'enseignement primaire. Cette mesure signifia la fermeture graduelle des classes du collège, car selon la loi sur l'éducation nationale de 1931, les étrangers ne peuvent pas gérer des écoles primaires en Turquie. La durée de scolarité à Saint-Benoît tomba alors de huit à cinq ans, entraînant la chute considérable de ses effectifs. L’établissement compte actuellement 929 élèves (dont 60 % de filles) qui sont admis sur concours; et 100 enseignants.
Une rénovation des bâtiments est entreprise depuis le début des années 2000 afin de renforcer l’anti-sismicité de l’ensemble.
L'une des plus anciennes institutions éducatives du pays, le lycée Saint Benoît est une école privée, donc payante (10 000 euros par an), choisie par les parents d’élèves, souvent issus de la grande bourgeoisie traditionnelle, pour sa qualité, sa discipline et son enseignement francophone prestigieux, pratiqué par immersion linguistique. Les élèves chrétiens constituent aujourd’hui[Quand ?] une très petite minorité. Sur le plan juridique, comme toutes les écoles dites « étrangères » en Turquie, le lycée Saint Benoît jouit d’un statut particulier qui fait de cet établissement une institution « sui generis ». Le bâtiment appartient à l'ambassade de France ; les programmes scolaires sont établis conformément aux règlements turcs et le déroulement de l’éducation est surveillé étroitement par le ministère de l'Éducation nationale turc ; le corps professoral laïc est composé des nationaux turcs et français ; l'école est dirigée par un directeur français et un directeur-adjoint turc ; le contrôle plus ou moins direct de la congrégation des lazaristes se poursuit, notamment sur la nomination du directeur français et la gestion des biens immobiliers ; et enfin, la présence des sœurs françaises continue à rappeler les origines catholiques de cette école.
Malgré les énormes transformations survenues au cours de sa longue histoire, Saint Benoît demeure l’un des phares de la francophonie au Levant. Comme faisait remarquer le père Jean Deymier, le directeur de l'école, dans l'annuaire de 1964 : « Notre école est devenue un très grand arbre qui pousse ses racines au plus profond d'un passé parfois glorieux, toujours respectable et dont les élèves actuels forment les jeunes pousses gorgées de sève. Vénérable Saint Benoît n'a pour toute ambition que de continuer à servir de son mieux la Turquie moderne en contribuant à la formation de ses élites de demain ».